# Pinos Puente (kommunhuvudort)
Pinos Puente är en kommunhuvudort i Spanien. Den ligger i provinsen Provincia de Granada och regionen Andalusien, i den södra delen av landet, 400 km söder om huvudstaden Madrid. Pinos Puente ligger 573 meter över havet och antalet invånare är 13 515.
Terrängen runt Pinos Puente är kuperad åt nordväst, men åt sydost är den platt. Runt Pinos Puente är det tätbefolkat, med 947 invånare per kvadratkilometer. Närmaste större samhälle är Granada, 14,4 km sydost om Pinos Puente. Trakten runt Pinos Puente består till största delen av jordbruksmark.